# Concerto (documentário)
Concerto é um documentário musical britânico de 1993 dirigido por Michael Tilson Thomas para o Channel 4.

## Sinopse
Dudley Moore apresenta os músicos, instrumentos musicais e a música de forma cômica, divertida e também informativa. 

## Elenco
- James Galway ... Ele mesmo
- Dudley Moore ... Ele mesmo
- Marisa Robles ... Ela mesma
- Kyoko Takezawa ... Ela mesma

## Prêmios
| Ano  | Prêmio                  | Categoria                                       | Resultado |
| ---- | ----------------------- | ----------------------------------------------- | --------- |
| 1993 | Emmy Internacional 1993 | Melhor Performance Artística                    | Venceu    |
| 1994 | CableACE Award          | Melhor Série de Artes Performáticas e Concertos | Indicado  |
| 1994 | CableACE Award          | Melhor Programa de Entrevistas                  | Indicado  |